# Трестія (Селаж)
Трестія (рум. Trestia) — село у повіті Селаж в Румунії. Входить до складу комуни Хіда.
Село розташоване на відстані 366 км на північний захід від Бухареста, 22 км на схід від Залеу, 42 км на північний захід від Клуж-Напоки.

## Населення
За даними перепису населення 2002 року у селі проживали 368 осіб, усі — румуни. Усі жителі села рідною мовою назвали румунську.